# 比企余一兵衛尉
比企 余一兵衛尉（ひき よいちひょうえのじょう）は、鎌倉時代前期の比企一族の武士。鎌倉幕府有力御家人・比企能員の嫡男。余一は通称、兵衛尉は官位で、実名は不詳だが宗朝と推測する説もある。

## 生涯
正治2年（1200年）1月、梶原景時の変において梶原景時一族が関東を離れて西上しようとしているとの知らせを受けた幕府の命で、姉妹婿の糟屋有季や三浦義村、工藤行光らとともに追討軍として派遣されている。討伐軍が追いつく以前に景時らは駿河国で同地の武士によって討たれたが、戦後には有季とともに恩賞に預かっている。建仁3年（1203年）9月2日の比企能員の変では、源頼家の子で甥にあたる一幡を擁して一族とともに小御所に籠もったが、北条氏方の軍勢の攻撃を受ける。一幡や弟妹らは御所内で戦死し、自身は女装して逃走を図ったものの加藤景廉に討たれ、梟首となった。